# 上林县
上林县是中国广西壮族自治区南宁市下辖的一个县。被譽為“壯族老家”、“南寧後花園”。总面积为1876平方公里，2012年12月28日获得由中国老年学学会授予的“中国长寿之乡·广西上林”牌匾和证书。2019年5月20日，联合国官方機構聯合國老龄所积极老龄化专家委员会在马耳他正式授予上林县“世界长寿之乡”荣誉称号。縣人民政府駐大豐鎮。

## 行政区划
上林县辖7个镇、3个乡、1个民族乡：
大丰镇、明亮镇、巷贤镇、白圩镇、三里镇、乔贤镇、西燕镇、澄泰乡、木山乡、塘红乡和镇圩瑶族乡。

## 人口
根據第七次人口普查數據，截至2020年11月1日零時，上林縣常住人口為359323人。
2018年人口为50.71万，其中男性26.75万人，女性24.96万人；壮族占80.1%，汉族占14.89%，瑶族占5%，其他民族占0.01%。

## 交通

### 公路
- 三南高速、 平那高速、 242国道、 355国道

## 旅游

### 景点

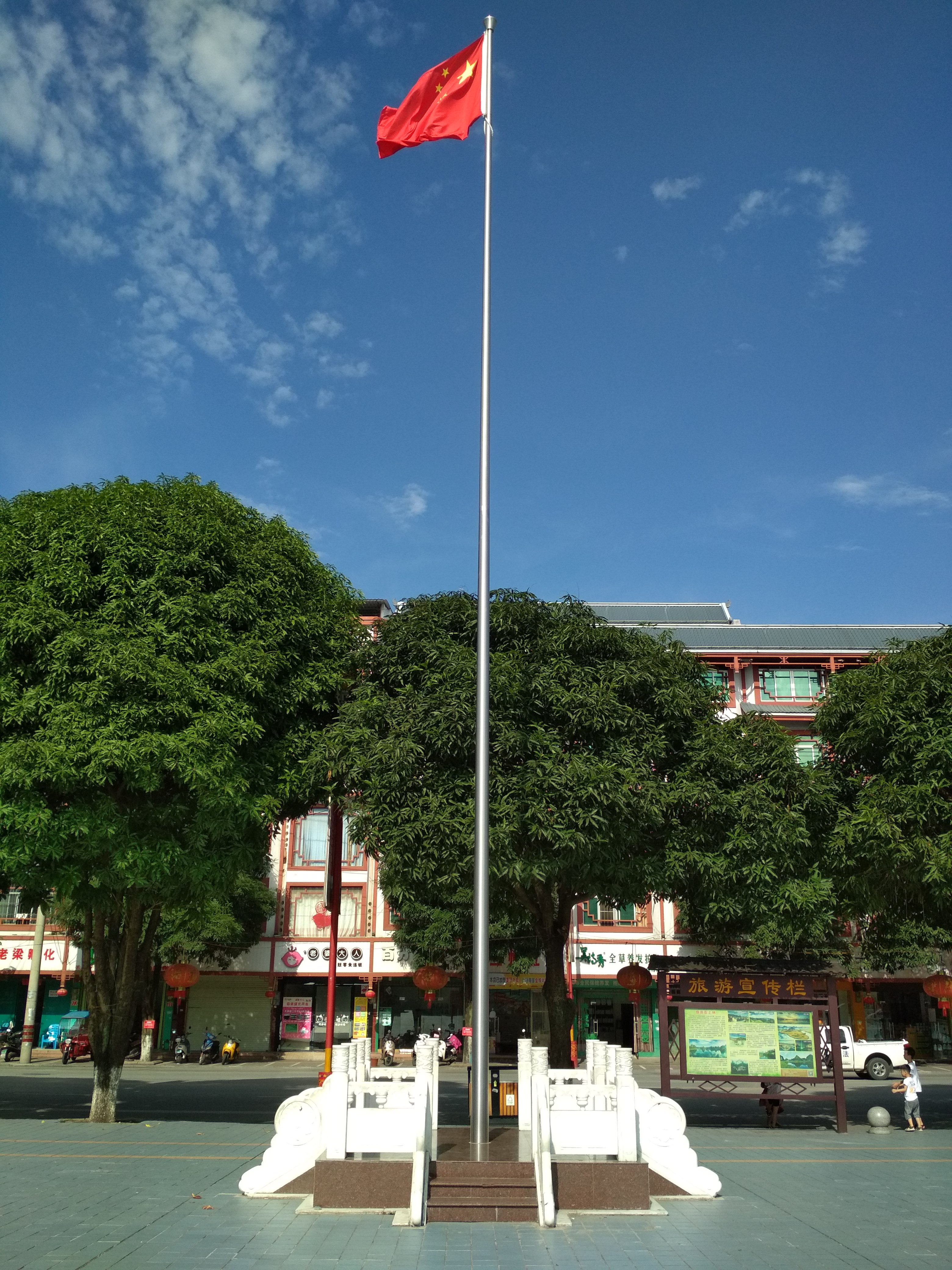
上林县人民政府旁飘扬着的中华人民共和国国旗

- 大龙湖
- 金莲湖
- 云里湖
- 鼓鸣寨
- 三里洋渡
- 大明山
- 霞客广场
- 智城城址

## 特产
上林大米、上林八角：中国地理标志产品。